# Hermann von Rosenberg

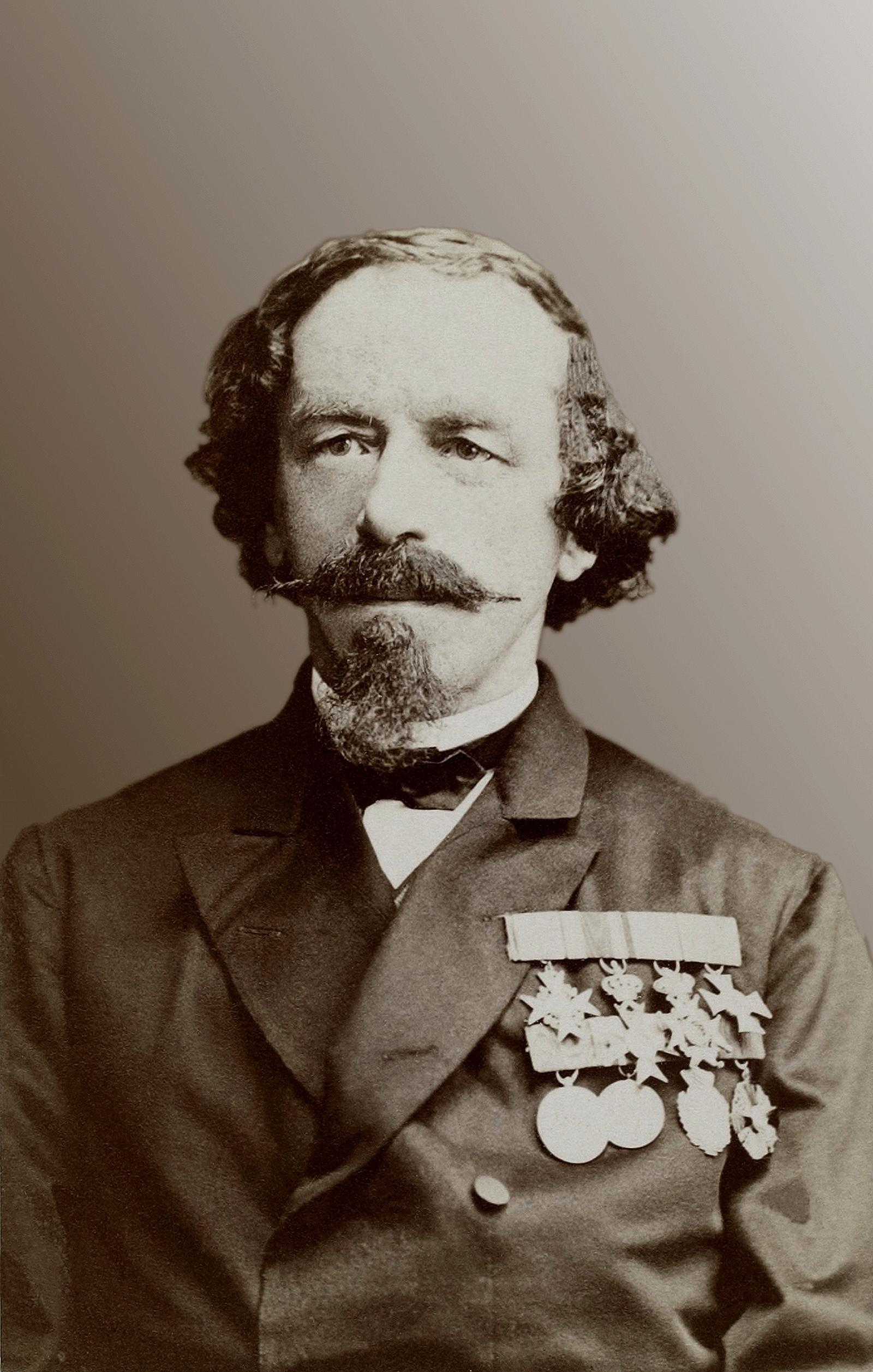
Lichtbild im Archiv der Société de Géographie zu Paris

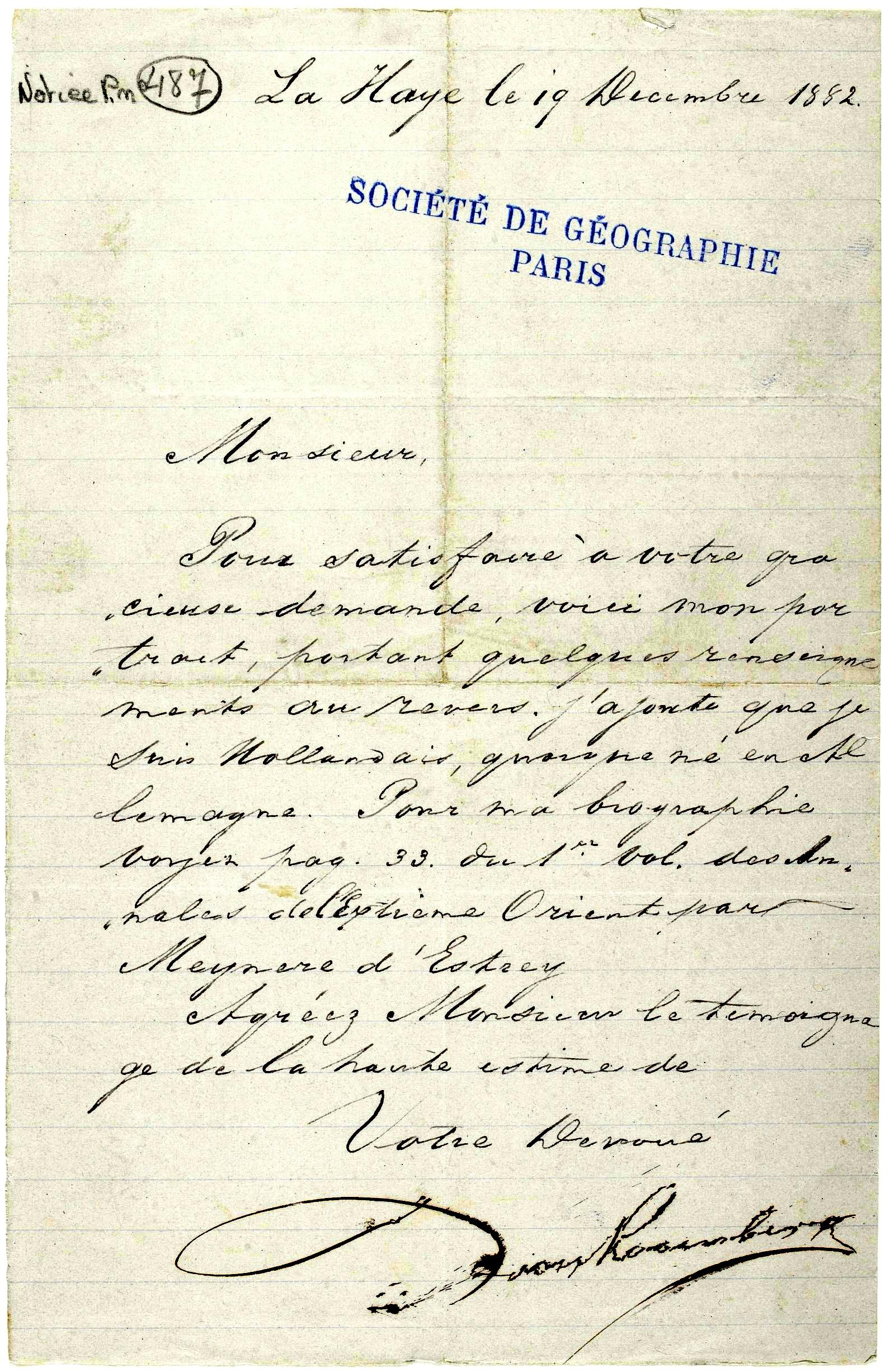
Brief im Archiv der Société de Géographie zu Paris

Carl Benjamin Hermann Baron von Rosenberg (* 7. April 1817 in Darmstadt; † 15. November 1888 in Den Haag) war ein deutscher Naturforscher, Geograph und Zoologe. Sein Arbeitsgebiet war Niederländisch-Indien (heute Indonesien), wo die dort heimische Rosenberggarnele (Macrobrachium rosenbergii) nach ihm benannt wurde.

## Jugendjahre
Hermann von Rosenberg war ein Nachkomme des böhmischen Adelsgeschlechts der Herren von Rosenberg. Als Sohn des großherzoglich hessischen Obersten Karl Ferdinand von Rosenberg geboren, war er zunächst auf Wunsch seines Vaters für eine Laufbahn beim Militär bestimmt. Schon als Jugendlicher aber zeigte er eine Vorliebe für Naturstudien und für Schilderungen fremder Länder und Völker. Nach Abschluss des Gymnasiums führte ihn sein Oheim, der Darmstädter Zoologe Johann Jakob Kaup, der zu dieser Zeit im dortigen Museum assistierte, in das Zoologie-Studium ein und weckte sein Interesse für die Ornithologie.

## Erster Aufenthalt in Niederländisch-Indien
Zu Beginn des Jahres 1839 reiste von Rosenberg in die Niederlande. Getrieben von einem unbändigen Verlangen, mit eigenen Augen die Tropen zu sehen, ließ er sich in Harderwijk zum Dienst im Königlich Niederländisch-Ostindischen Militär anwerben. Am 23. November 1839 schiffte er sich in Hellevoetsluis nach Ostindien ein. Erst am 2. Mai 1840, nach einem mehrwöchigen Aufenthalt zu St. George d’Elmina an der Westküste Afrikas, erreichte er sein Ziel Niederländisch-Ostindien.

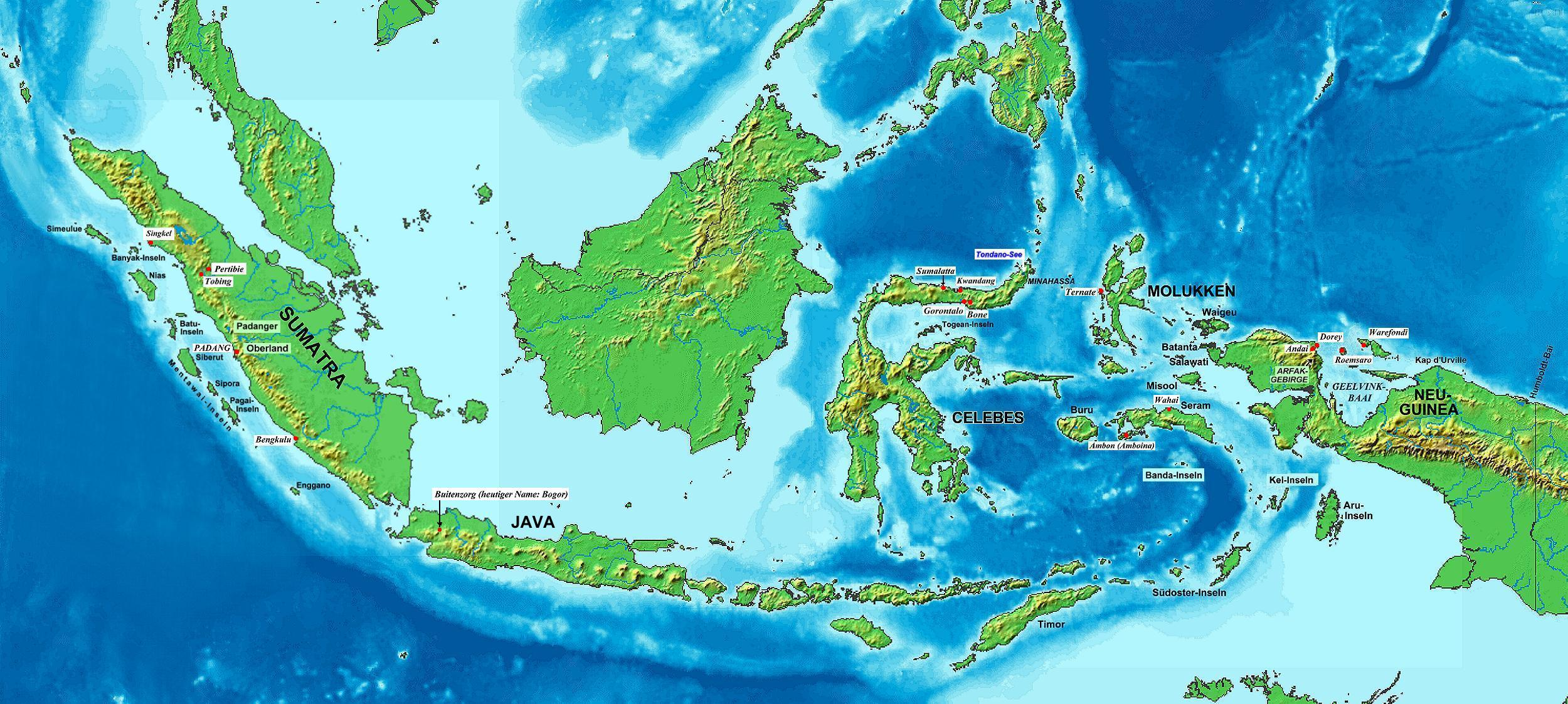
Übersichtskarte von Niederländisch-Ostindien mit Eintragung bzw. Nennung der von Rosenberg besuchten Örtlichkeiten

### Sumatra
Kaum in Niederländisch-Ostindien angekommen, wurde er nach Padang an der Westküste Sumatras dirigiert, um Junghuhn bei seinen Untersuchungen in den Batakländern zu assistieren. Am 2. Oktober 1840 erreichten die beiden Forscher auf einem Kauffahrteisegler die Bucht von Tapanuli, wo sich auf einer kleinen Insel vor der heutigen Stadt Sibolga ein holländisches Fort befand. Am Nachmittag des 14. Oktober verirrte sich von Rosenberg bei einem Jagdausflug, worauf er einen so heftigen Fieberanfall bekam, dass er schnellstmöglich von den einheimischen Begleitern Junghuhns zum nächstgelegenen holländischen Militärposten gebracht wurde. Von Rosenberg war gesundheitlich so angegriffen, dass er die Begleitung und Assistierung Junghuhns aufgeben musste.
Nach seiner Genesung diente von Rosenberg als Unteroffizier in Pertibie, einem entlegenen Außenposten östlich des Zentralgebirges in der heißen und einförmigen Landschaft Padang Lawas. Unweit der Vereinigung der Flüsse Paneh und Burumon (bzw. Barumun) besuchte er die bereits von Junghuhn erwähnten Ruinen aus hinduistischer Zeit und lieferte eine genaue Beschreibung derselben. Nach Aufhebung des Postens in Pertibie, am 14. April 1843, wurde die Garnison nach Tobing verlegt, am Südfuß des Vulkans Dolok Lubuk Raya nordwestlich der heutigen Stadt Padang Sidempuan.
Von hier aus nahm von Rosenberg an zwei Kriegszügen gegen rebellische Batak-Dörfer teil: vom 29. Januar bis 16. Februar 1844 in das Tal des Oberlaufs des Batang Toru, vom 15. Juli bis 6. August auf Junghuhns Spuren durch die Ländereien von Sipirok und Silantom bis an den Rand der Toba’schen Hochebene. Der Rückweg verlief durch das Silindung-Tal nach Tapanuli in der Nähe der gleichnamigen Bucht an der Westküste. Am 19. Oktober 1844 wurde von Rosenberg nach dem Posten Siboga versetzt, aus dem später die Stadt Sibolga entstanden ist.
In den Folgejahren dehnte er sein Forschungsgebiet in Sumatra weit über dasjenige Junghuhns aus. Insgesamt 16 Jahre forschte er in Westsumatra und auf der vorgelagerten Inselkette von Simeuluë bis Enggano. Seine persönliche Vorliebe galt stets der Ornithologie. In der verbleibenden freien Zeit ließ er jedoch keine Gelegenheit aus, ethnologische und andere naturwissenschaftliche Studien zu betreiben. 1845, 1849, 1850 und 1852 bis 1856 bereiste er das sogenannte „Padanger Oberland“, die Heimat der Minangkabau im Bergland von Zentralsumatra, 1847, 1849 und 1852 die Mentawai-Inseln, Enggano und die Westküste bei Bengkulu. 1853 forschte er in Singkel an der Nordwestküste Sumatras und auf den hier vorgelagerten Banyak-Inseln, 1854 auf der Insel Nias.
Zu den wichtigsten Resultaten seines Aufenthaltes auf Sumatra zählen seine Studien und Terrainaufnahmen in der Provinz Singkel, die in vielen naturwissenschaftlichen Disziplinen Neues enthielten, und die erste vollständige geographisch-ethnologische Darstellung der Inselkette vor der Westküste Sumatras.

Illustrationen aus dem Buch Der Malayische Archipel
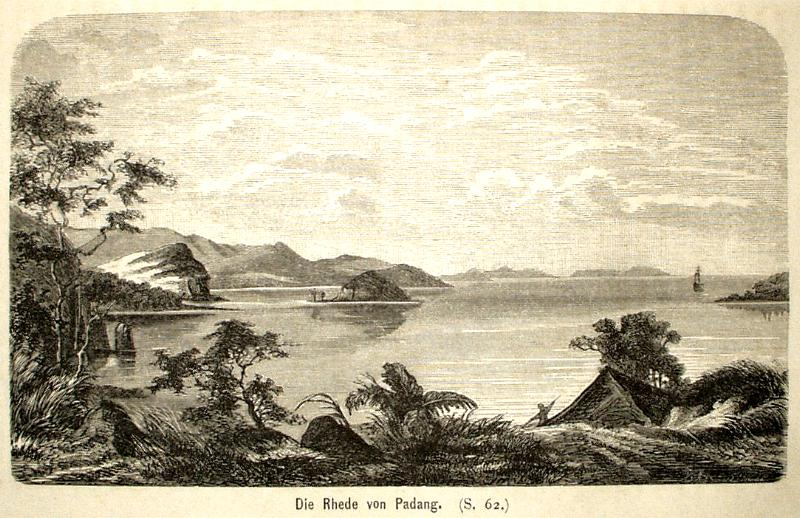
Die Reede von Padang an der Westküste von Sumatra
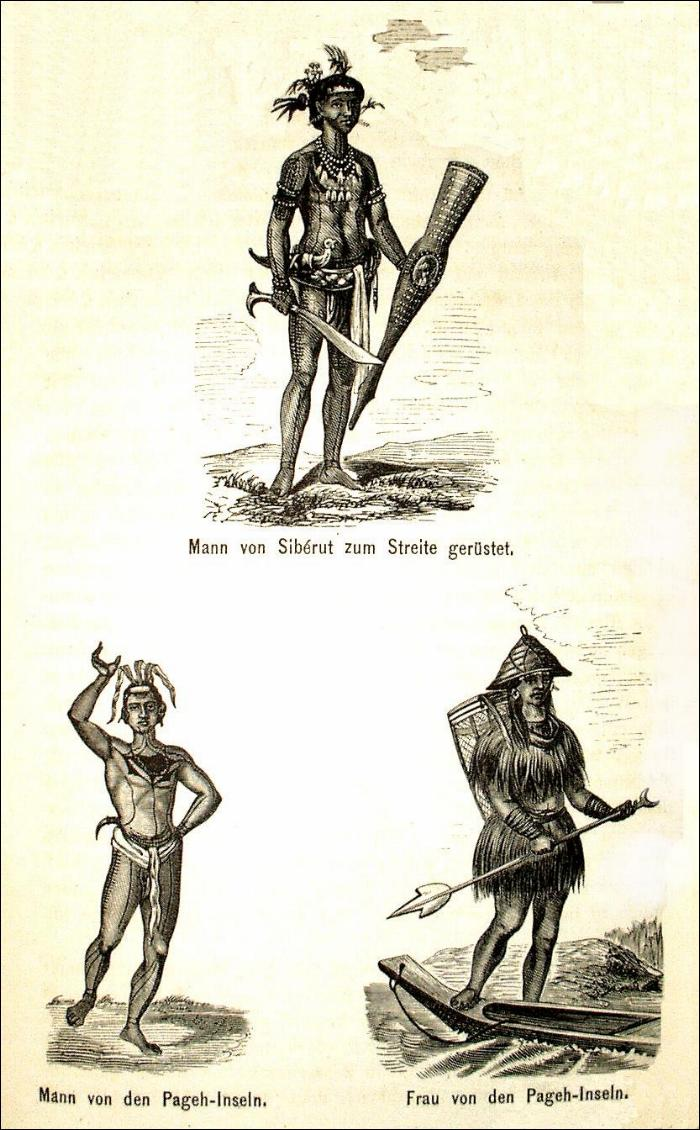
Bewohner der Insel Siberut und der Pagai-Inseln vor der Westküste Sumatras
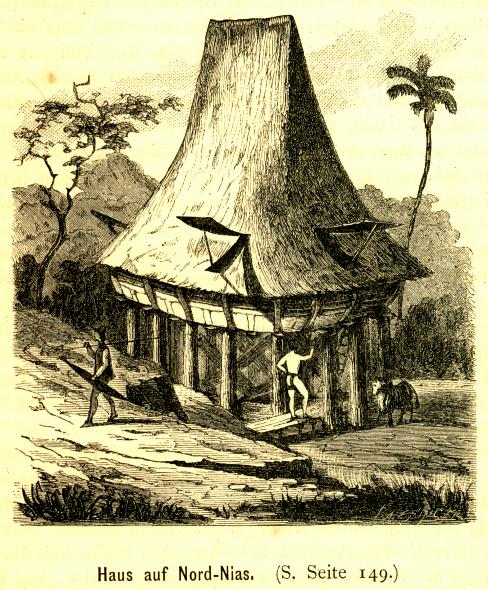
Haus im Norden der Insel Nias vor der Westküste Sumatras
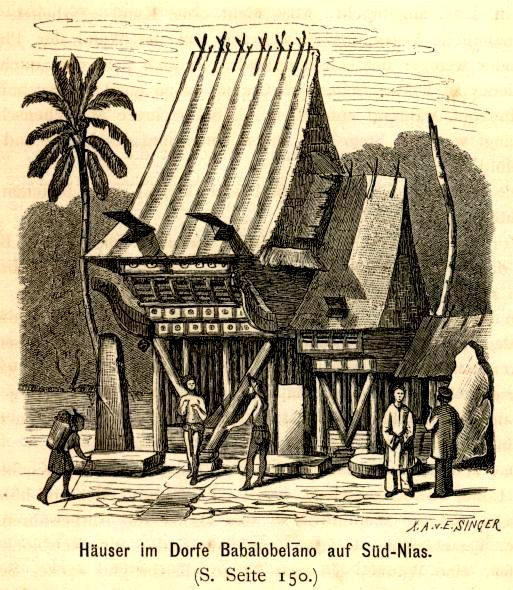
Haus im Süden der Insel Nias vor der Westküste Sumatras
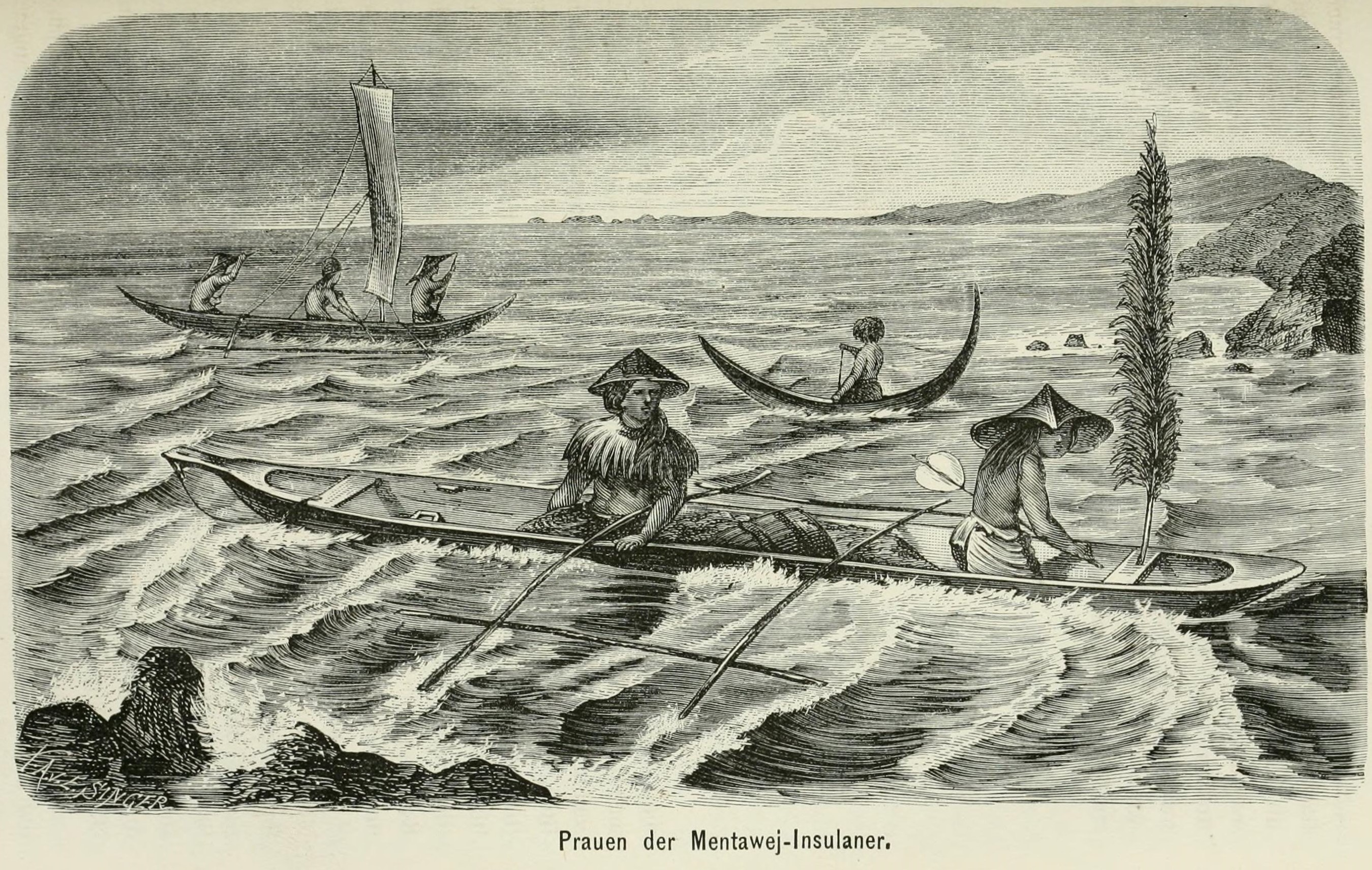
Praue der Mentawai-Insulaner vor der Westküste Sumatras
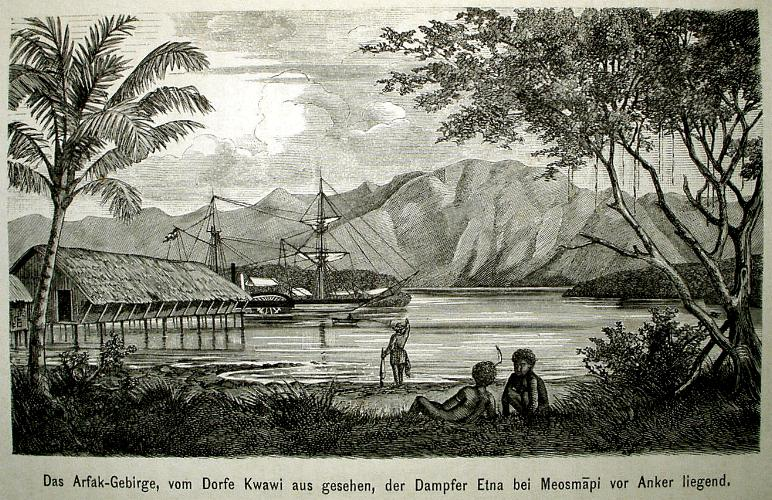
Das Dampfschiff Etna vor dem Arfakgebirge (Neuguinea)

### Batavia, Molukken, Neuguinea, Celebes
1856 wurde von Rosenberg zum Adjutant-Unteroffizier befördert und in das Topographische Bureau nach Batavia berufen. Als Assistent der holländischen Regierungs-Commission, nicht zuletzt aber auch in seiner Eigenschaft als brillanter Zeichner, unternahm er 1858 an Bord S. M. Dampfschiff Etna eine naturwissenschaftliche Reise in die Molukken und nach Neuguinea. Am 2. Februar 1859 wechselte er als Beamter für geodätische und naturwissenschaftliche Untersuchungen in den Zivildienst über, wurde zum Regierungschef der Molukken-Insel Seram ernannt und erhielt vom Gouverneur der Molukken den Auftrag, eine Karte der Insel Seram zu entwerfen. Mehrfach überquerte er diese Insel zu Fuß.
Am 3. Juli 1860 fuhr von Rosenberg auf einer gemieteten „Orembai“, einem kleinen einheimischen schonerartigen Schiff, von Wahai aus an der Nordküste Serams zu den kaum bekannten „papuanischen“ Inseln vor der Westküste von Neuguinea. Misool, Salawati, Batanta und Waigeu wurden besucht und insbesondere zoologisch erforscht.
Die bedeutendste Unterstützung seiner naturwissenschaftlichen Neigungen war ein Beschluss des Niederländisch-Indischen Generalgouverneurs vom 4. Juni 1862 mit dem Ziel, die naturkundlichen Sammlungen in Batavia zu bereichern; mit ihm erhielt von Rosenberg von höchster Stelle die Order, Reisen zum Zwecke naturkundlicher Untersuchungen zu unternehmen. Als neuen Standplatz wählte er die Molukken-Insel Amboina (bzw. Ambon). Von hier aus reiste er nach Gorontalo auf Celebes. Nach Überquerung des Nordarms dieser Insel erreichte er an der Nordküste den Hafen Kwandang und von dort aus in westlicher Richtung Sumalatta. Den Abschluss seines dortigen Aufenthalts bildeten Untersuchungen am Limbotto-See und in der Siedlung Bone in der Umgebung von Gorontalo.
Ein Kriegsschiff brachte ihn zu den Togianinseln im Golf von Tomini. Danach suchte er wegen eines rheumatischen Leidens Genesung in den heißen Quellen am Tondano-See im Inneren der damals bereits gut erschlossenen Landschaft Minahassa. Ein dreimonatiger Erholungsaufenthalt auf Java schloss sich an, in welchem er den Botanischen Garten in Buitenzorg besuchte.
Gesundheitlich wiederhergestellt, reiste von Rosenberg erneut in den Osten des Archipels. Vom 6. Januar bis 5. Oktober 1865 erforschte er ethnologisch und zoologisch die Aru-, „Südoster-“ und Kei-Inseln.

Illustrationen aus dem Buch Reistochten in de Afdeeling Gorontalo
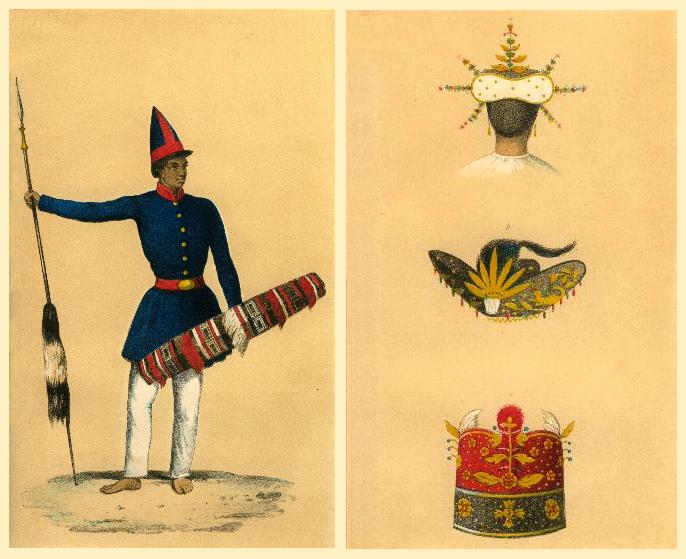
Gorontalo (Celebes): Offizier und Kopfbedeckungen
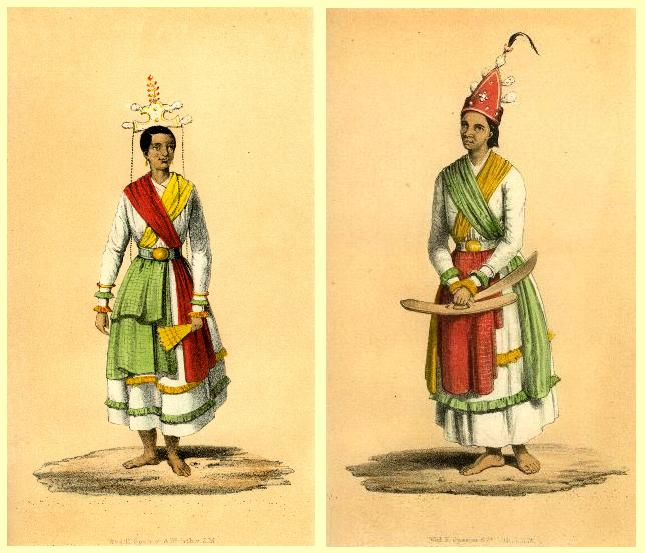
Gorontalo (Celebes): Tänzerin (links) und Tänzer (rechts) des Radja von Gorontalo

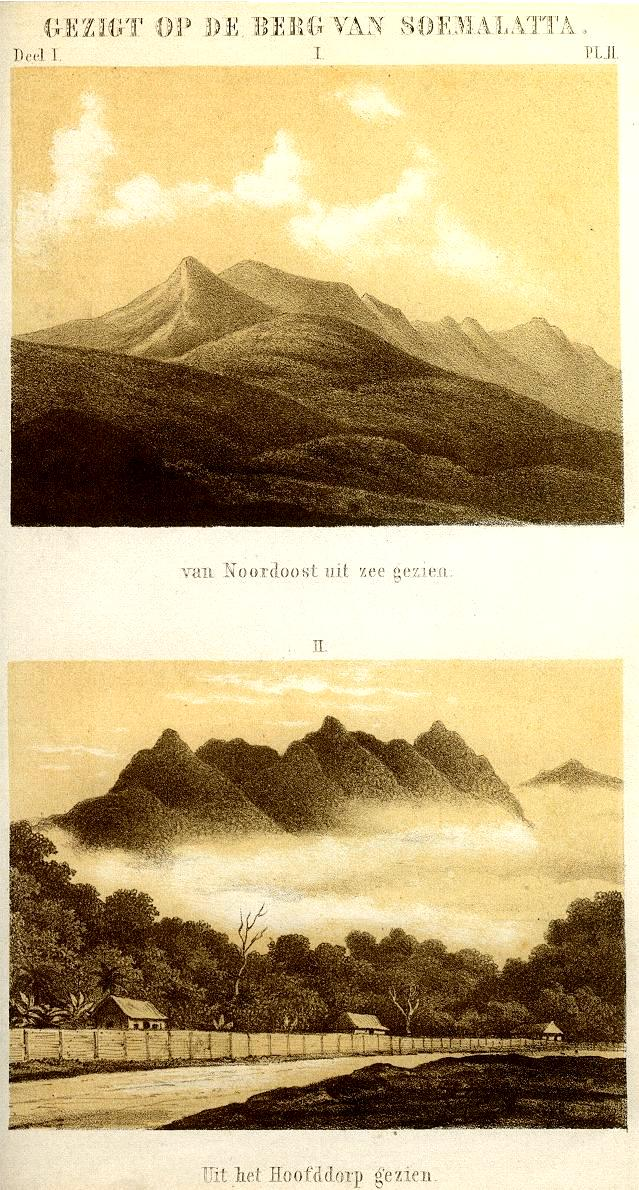
Zwei Ansichten des Berges Soemalatta (Celebes).
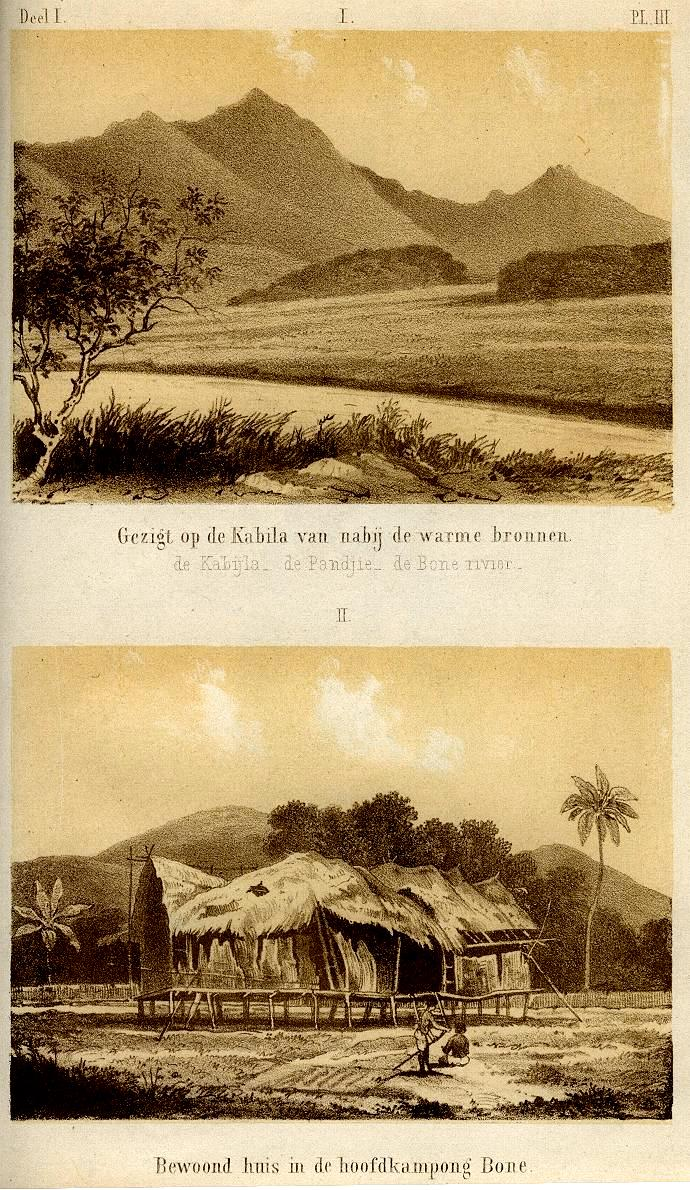
Ansicht des Berges Kabila, Haus in Bone (Celebes).

## Genesung in Europa
Diese ausgedehnten Reisen in viele bis dahin noch kaum betretene Ländereien blieben nicht ohne gesundheitliche Folgen. Im Januar 1866 musste er einen Genesungsurlaub nach Europa antreten. In seinem Heimatort Darmstadt heiratete er am 28. April 1867 Karoline Elisabeth Louise von Breidenbach zu Breidenstein.

## Zweiter Aufenthalt in Niederländisch-Indien

### Neuguinea

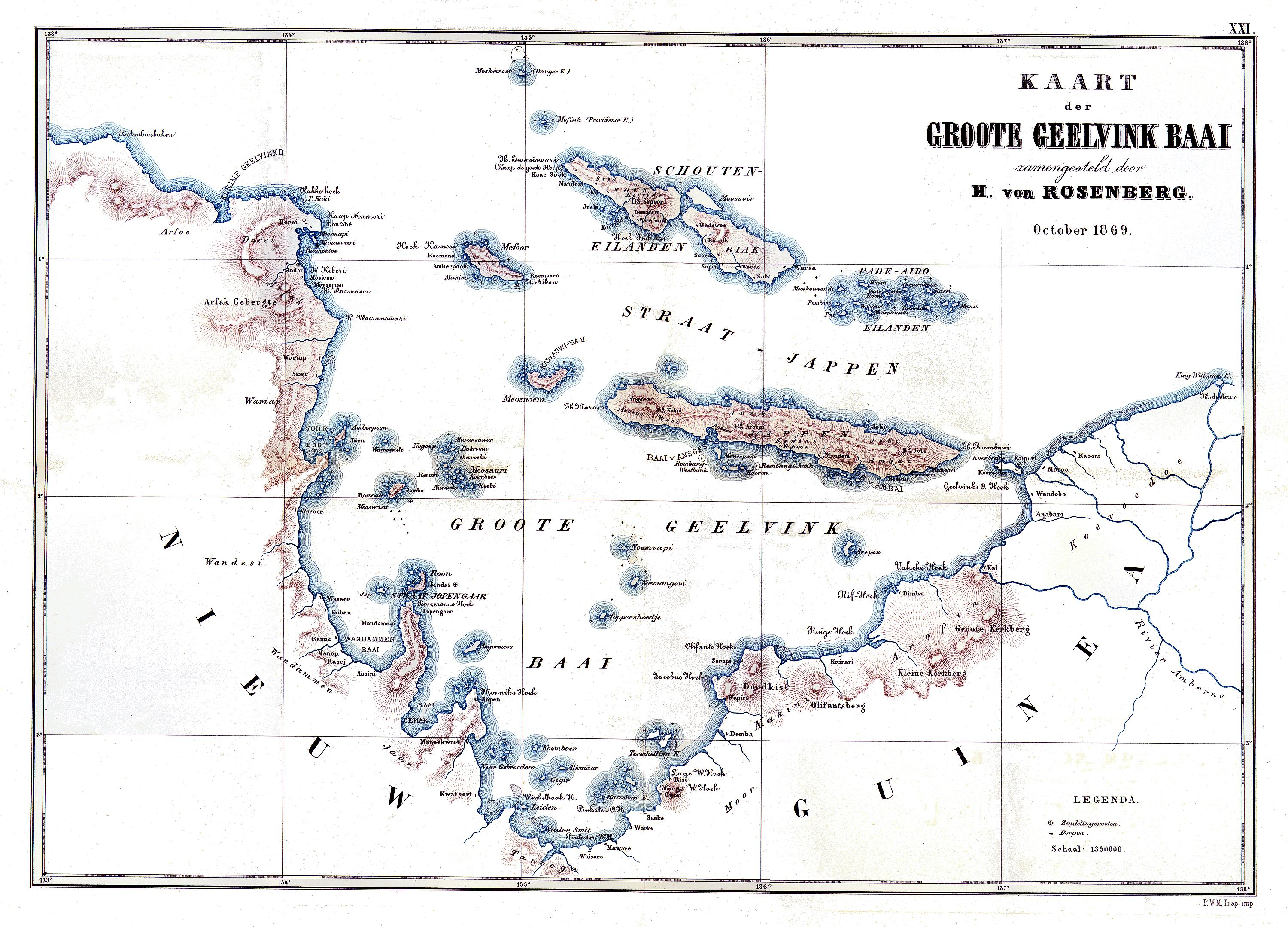
H. v. Rosenbergs Karte der Geelvink-Bai, Neuguinea

Bereits Anfang 1868 kehrte von Rosenberg wieder nach Indien zurück. Von Ternate aus besuchte er noch einmal Neuguinea, wo er geographisch und ethnologisch die Küsten und Inseln der Geelvink-Bai erforschte. Als „eine der besten Partien“ seines Reisewerkes Der Malayische Archipel galten seine Mitteilungen über die Papua aufgrund seiner Beobachtungen in Dorej und dessen Umgebung; sie gehörten zu den ausführlichsten, die bis dahin über die Papua veröffentlicht worden waren (Das Ausland. 1880, S. 124 ff.).

Illustrationen aus dem Buch Reistochten naar de Geelvinkbaai op Nieuw-Guinea
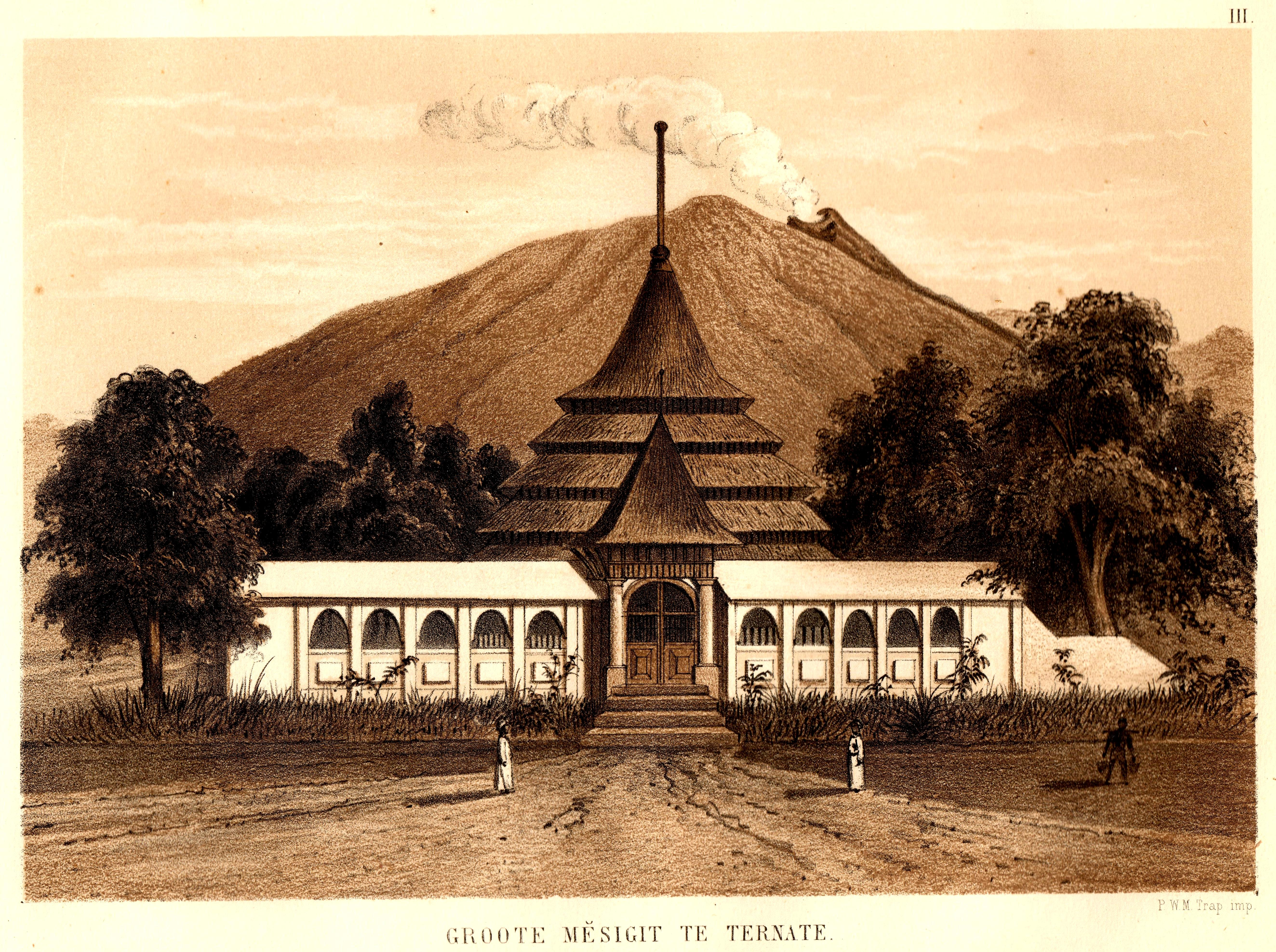
Große Moschee auf Ternate (Molukken)
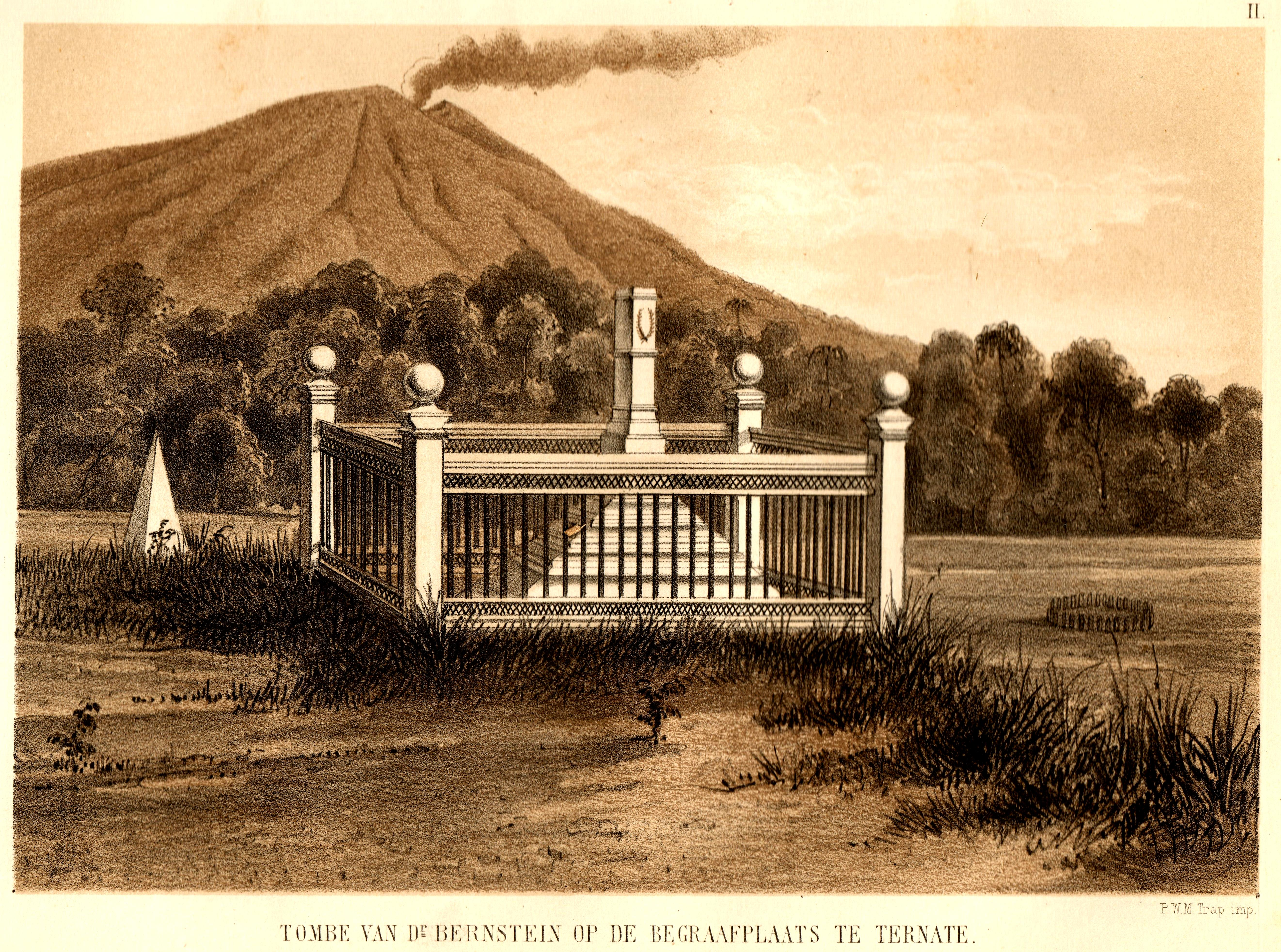
Grab des Molukkenforschers Bernstein auf Ternate
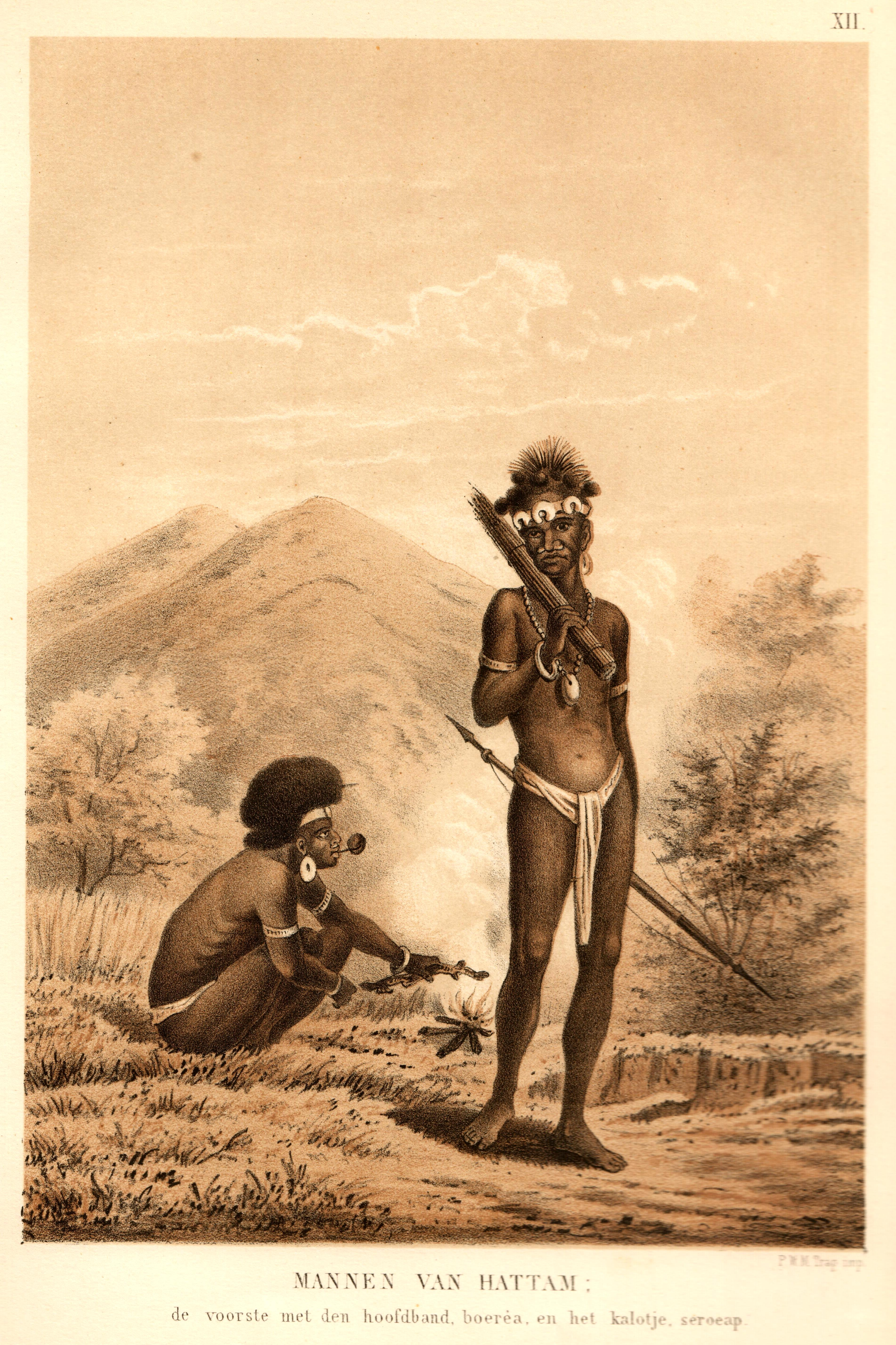
Männer von Hattam (Neuguinea)
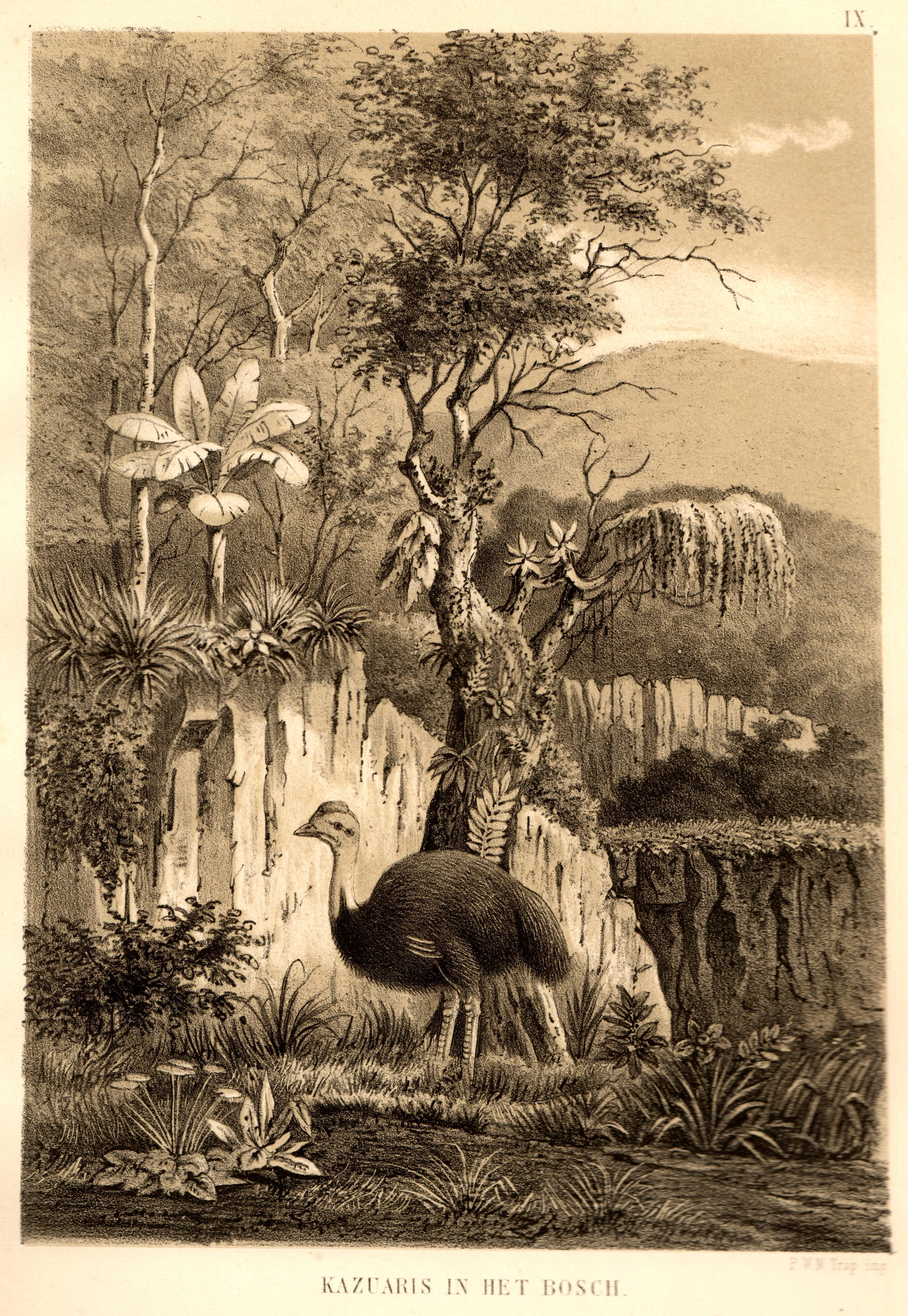
Kasuar (Neuguinea)
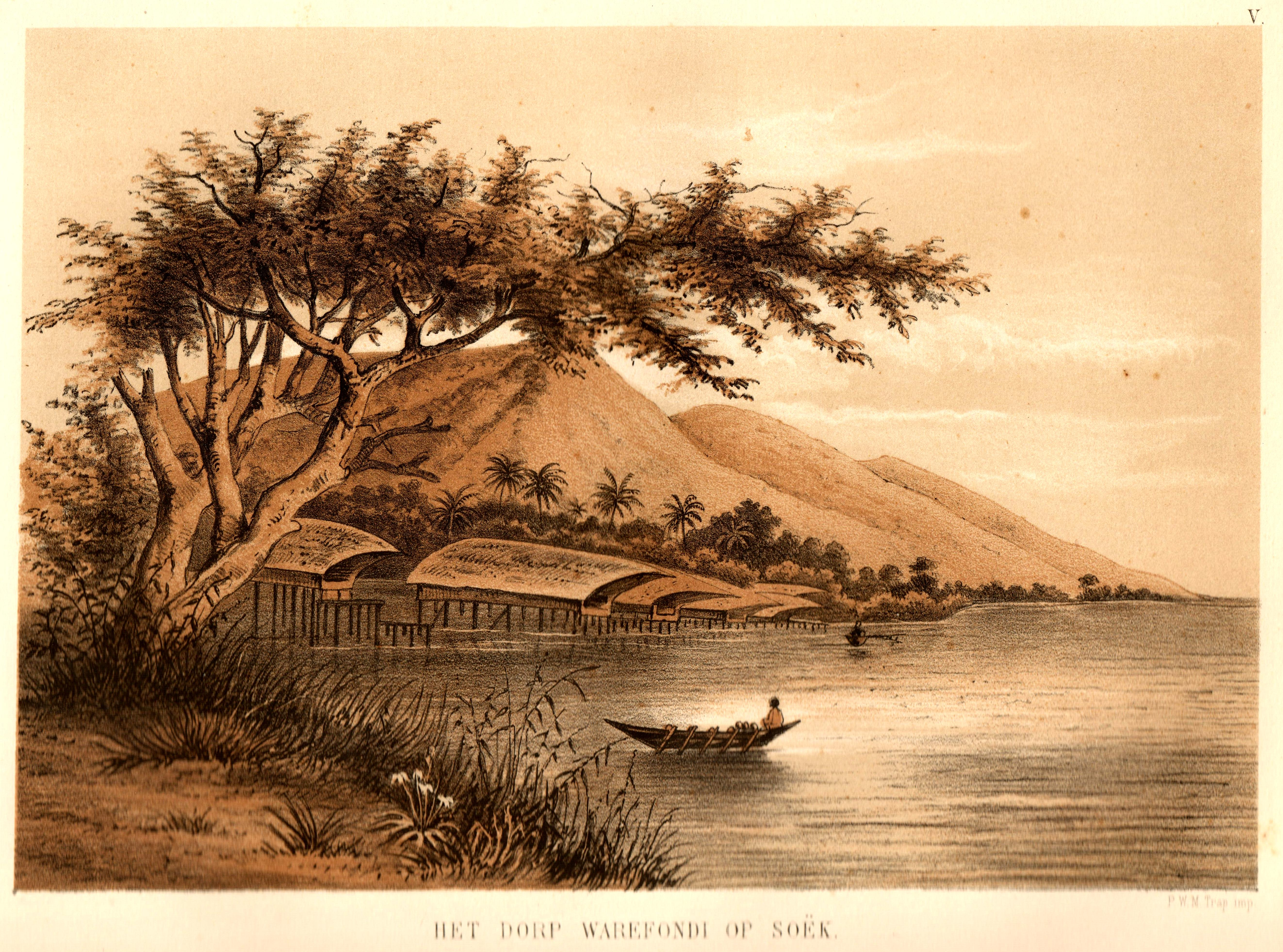
Dorf Warefondi (Neuguinea)
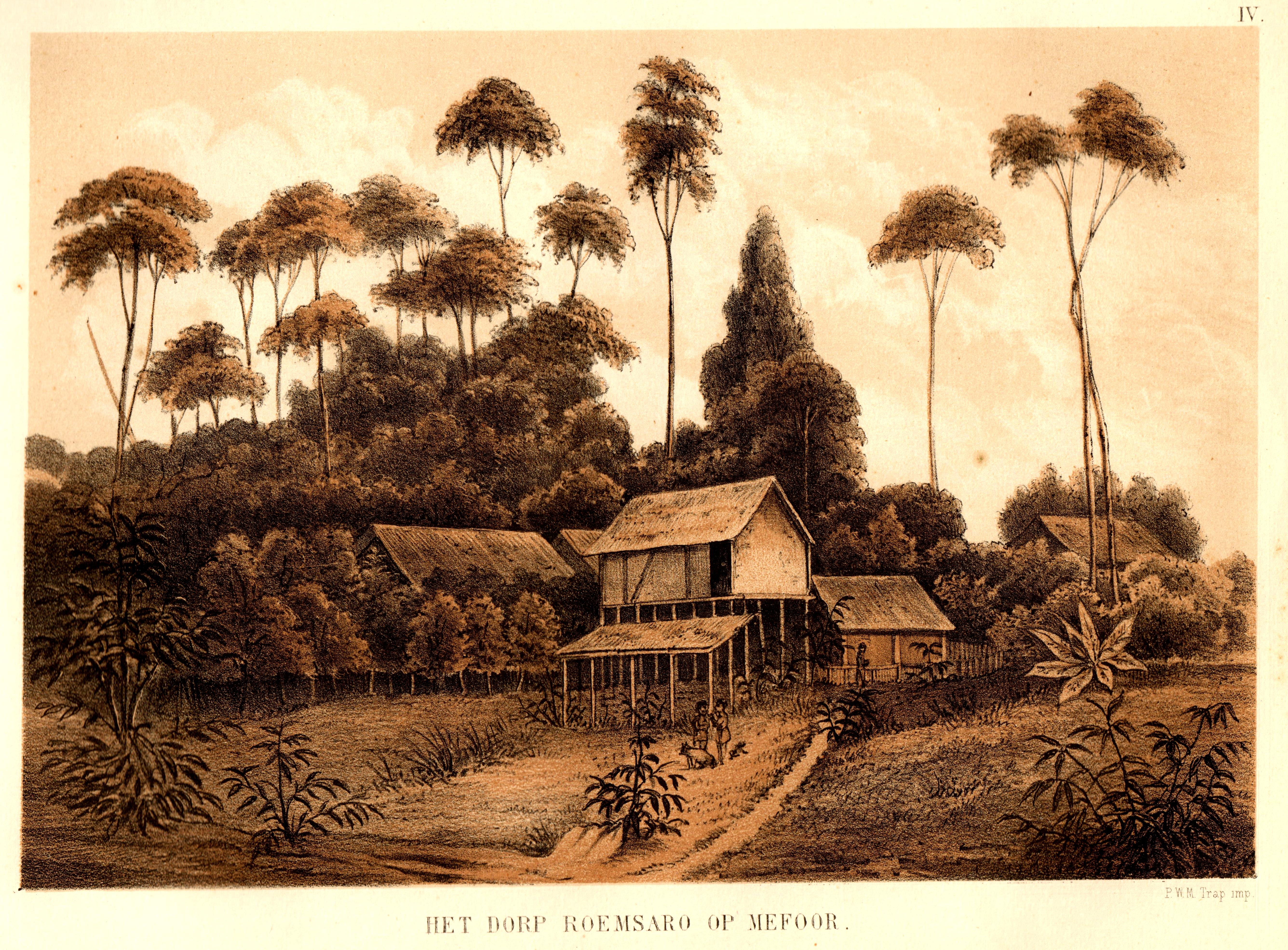
Dorf Roemsaro (Neuguinea)
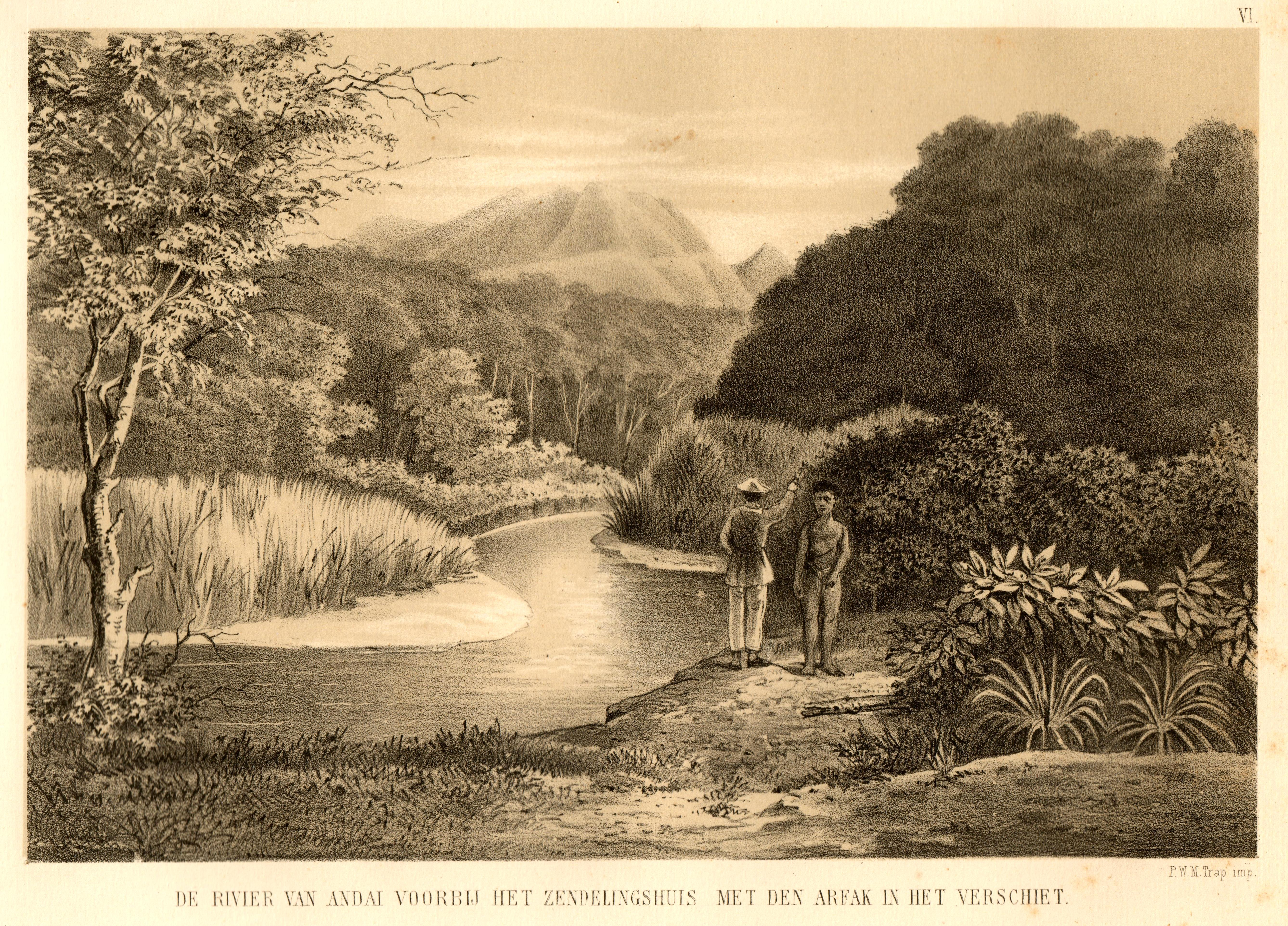
Der Fluss von Andai (Neuguinea)
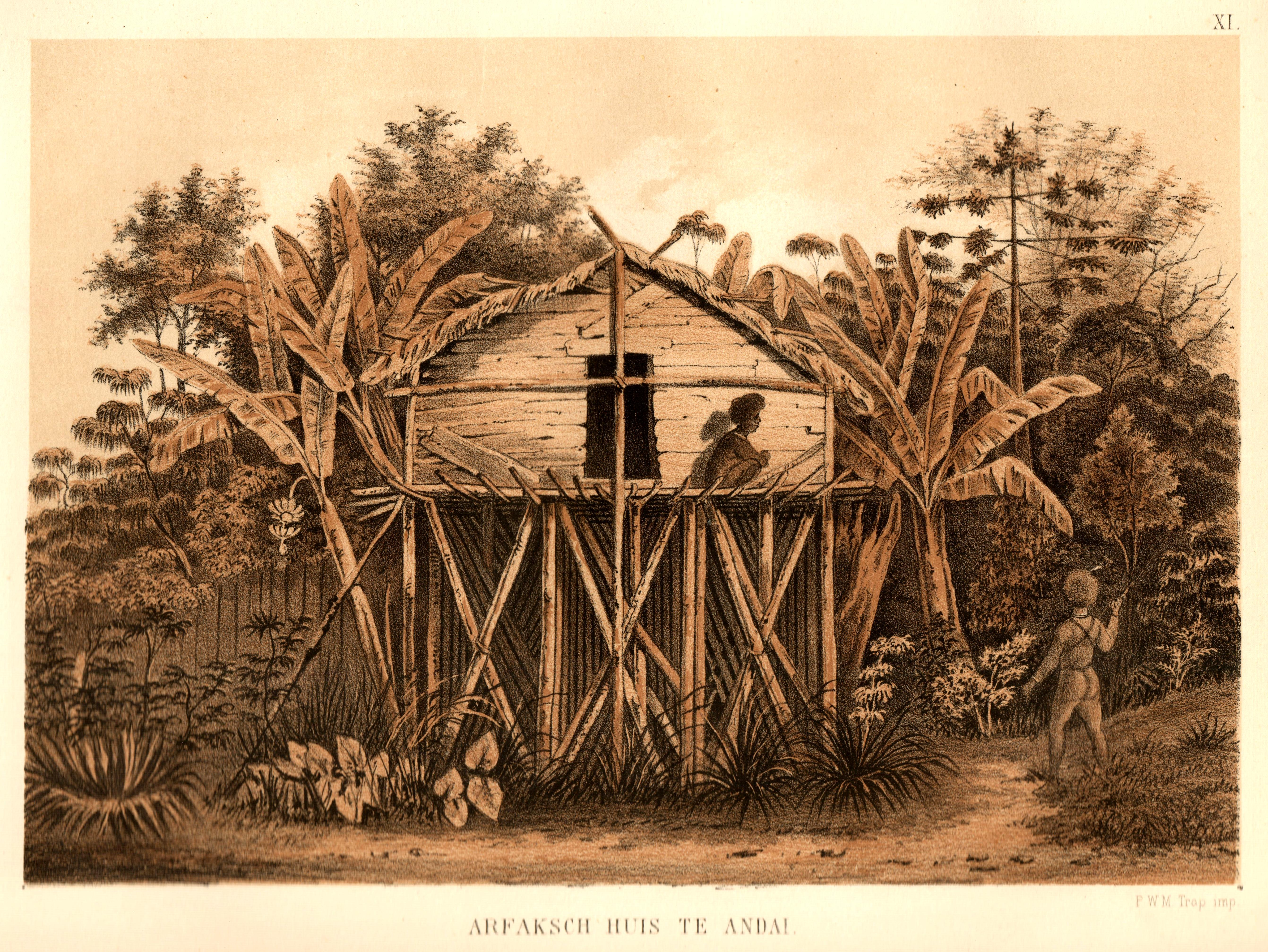
Arfakisches Haus in Andai (Neuguinea)
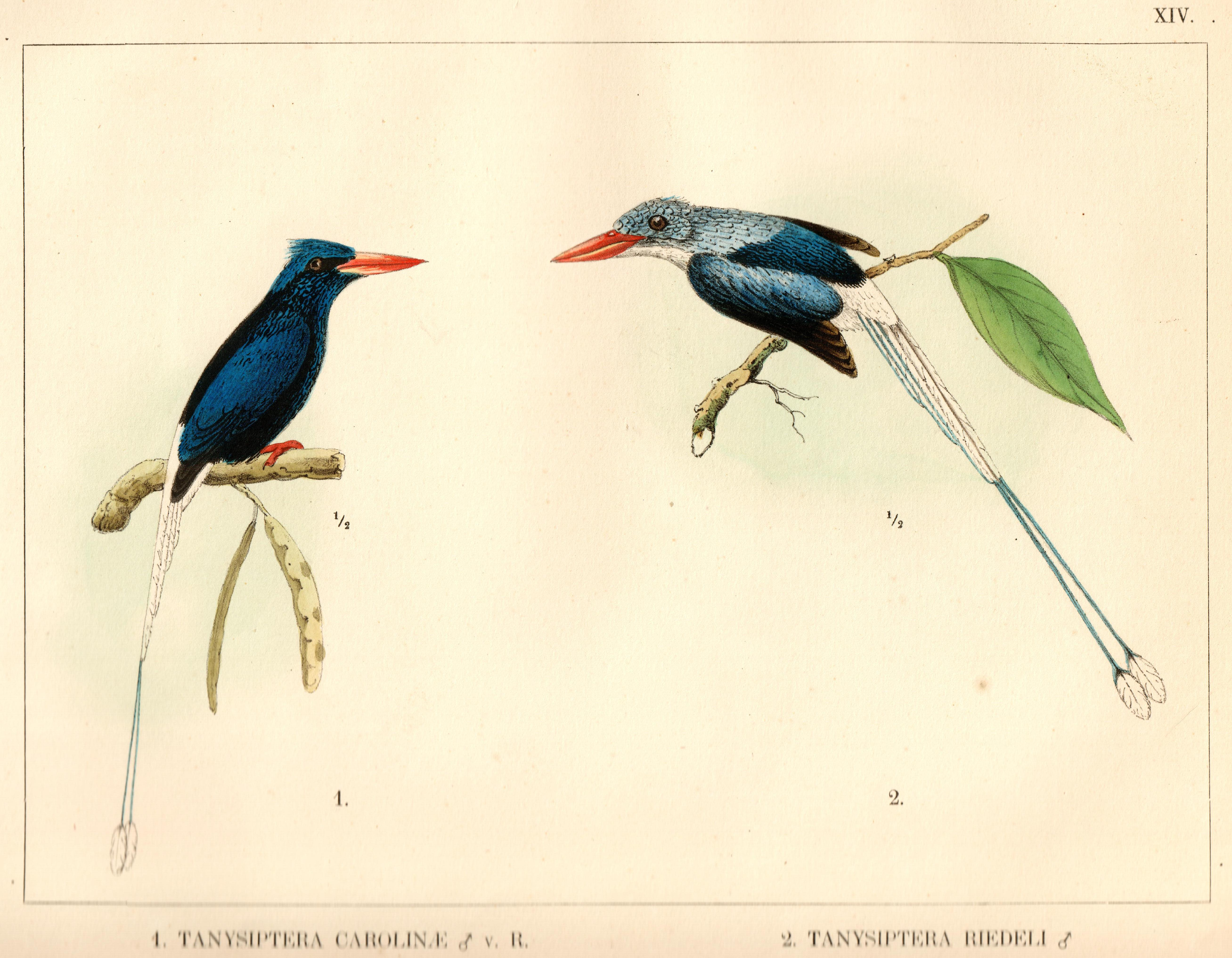
Vögel in Neuguinea

## Rückkehr nach Europa
1871 war von Rosenberg endgültig gezwungen, aus gesundheitlichen Gründen Inselindien zu verlassen. Nach seiner dienstlichen Entlassung und Erhalt seiner Pensionierung kehrte er über Ägypten nach Europa zurück. In Darmstadt verfasste er sein deutschsprachiges Hauptwerk Der Malayische Archipel, dem als Klassiker unter den wissenschaftlichen Reisewerken über Inselindien eine herausragende Stellung gebührt. Wegen Verstümmelung seiner rechten Hand diktierte er den Text einem Kammer-Stenographen.
Um seine in den Niederlanden eingelagerten Sammlungen auszuwerten, übersiedelte er 1875 nach ’s-Gravenhage. Einen Teil seiner Sammlungen übergab er dem Naturkundlichen Museum in Darmstadt.
Nach dreiwöchigem Krankenlager, am Abend des 15. November 1888, verstarb von Rosenberg in ’s-Gravenhage. Fünf Tage später wurde er, seinem Wunsche entsprechend, in der Familiengruft in Darmstadt beigesetzt. Seine Witwe überlebte ihn um mehr als 30 Jahre.

## Werke

### Bücher
- Reistochten in de Afdeeling Gorontalo, gedaan op last der Nederlandsch Indische Regering, door C. B. H. von Rosenberg, Ambtenaar belast met een natuurkundig Onderzoek. Amsterdam, Frederik Muller, 1865. VIII, 162 S., 1 nicht nummeriertes Blatt. 2 Teile in 1 Band. Mit 9 tlw. farbigen lithographischen Tafeln und einer mehrfach gefalteten farbigen Karte (in 2 Teilen).
- Reis naar de Zuidoostereilanden, gedaan op last der Regering van Nederlandsch-Indië door C. B. H. von Rosenberg, Ambtenaar belast met een natuurkundig Onderzoek. 's-Gravenhage, Martinus Nijhoff. 1867. Xl, 125 S. Mit 7 tlw. farbigen Tafeln.
- Reistochten naar de Geelvinkbaai op Nieuw-Guinea in de jaren 1869 en 1870, door C. B. H. von Rosenberg, Ambtenaar belast met wetenschappelijke Onderzoekingen in Nederlandsch-Indië. Uitgegeven door het Koninklijk Instituut voor de Taal-, Land- en Volkenkunde van Nederlandsch-Indië. Met Kaarten en Afbeeldingen. 's-Gravenhage, Martinus Nijhoff. 1875. XXIV, 153 S. Mit 21 tlw. farbigen Tafeln (darunter eine blattgroße und eine gefaltete farbige Karte).

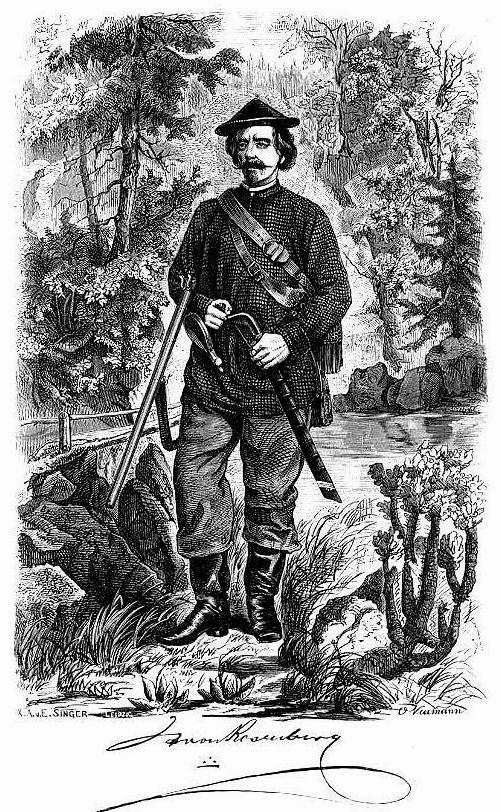
Titelbild des Werkes Der Malayische Archipel (Leipzig 1878)

- Titelbild des Werkes Der Malayische Archipel (Leipzig 1878) Der Malayische Archipel. Land und Leute in Schilderungen, gesammelt während eines dreissigjährigen Aufenthaltes in den Kolonien von H. von Rosenberg, königl. Niederländisch-Ostindischer Regierungsbeamter i. P. Ritter mehrerer Orden, Mitglied verschiedener gelehrter Gesellschaften. Mit zahlreichen Illustrationen zumeist nach den Originalen des Verfassers und einem Vorwort von Professor P. J. Veth in Leiden. Leipzig. Verlag von Gustav Weigel. 1878. – 1 nicht nummeriertes Blatt Titel, VI S. Widmung und Vorrede, XVI S. Vorwort, Inhalts-Verzeichnis, Verzeichnis der Abbildungen, S. (7)-615 (Paginierung fehlerhaft!), 1 nicht nummerierte Seite Verlagsanzeige. Mit Porträt des Verfassers als Titelbild, 8 (6 ganzseitigen) Holzstich-Abbildungen auf 7 beidseitig mitpaginierten Tafeln, 56 Holzstich-Abbildungen im Text, 1 mehrfach ausfaltbare Karte »Landweg von Gorontalo nach Kwandang aufgenommen und gezeichnet durch H. von Rosenberg.« und 1 doppelblattgroßer »Plan des Pflanzengartens zu Buitenzorg.«

### Kleinere Schriften
Zahlreiche Aufsätze sind erschienen in folgenden Zeitschriften:
- Verhandelingen van het Bataviaasch Genootschap
- Tijdschrift voor Neerlands Indie
- Natuurkundig Tijdschrift voor Nederlandsch Indië
- Werken van't K. Instituut voor Indische taal-, land- en volkenkunde
- Jaarboekje van het Koninklijk Zoölogisch Genootschap te Amsterdam

### Ornithologische Aufsätze
Einen Teil von Rosenbergs ornithologischen Aufsätzen wurden in den Mitteilungen des Ornithologischen Vereins in Wien und in französischen Fachzeitschriften publiziert.